# Thiem (waterschap)
Thiem was een waterschap ten zuiden van Schettens in de toenmalige gemeente Wonseradeel, dat een overheidsorgaan was van 1948 tot 1975. 
Het waterschap Thiem werd opgericht naar aanleiding van onvrede over de bediening van de in de gelijknamige polder aanwezige poldermolen. De polder en de molen waren tot dan toe in particulier beheer. Het doel van het waterschap was het reguleren van de waterstand. De molen werd buiten gebruik gesteld en de bemaling werd uitbesteed aan de aangrenzende Schraarderpolder, waar een elektrisch gemaal was.
Thieme ging als waterschap bij een provinciale waterschapsconcentratie in 1975 op in waterschap It Marnelân. Na verdere fusies valt het gebied sinds 2004 onder Wetterskip Fryslân.